# Ricardo Oliveira
Ricardo Oliveira (São Paulo, 6 de maig de 1980) és un futbolista brasiler que juga en la posició de davanter centre. És un futbolista dotat d'una gran tècnica, excel·lent habilitat en el dribbling, potent rematada i una gran facilitat golejadora. És un especialista en l'un contra un. Actualment juga a l'Al-Wasl de la Primera Divisió dels Emirats Àrabs Units.

## Carrera
Va començar a jugar a la Portuguesa i al Santos. Amb aquest últim es va proclamar campió de la lliga brasilera el 2002; posteriorment va ser màxim golejador de la Copa Libertadores, abans de donar el salt a la competició espanyola, on va fitxar pel València el mes de juliol de 2003.
Estaria un any en el club de Mestalla, disputant 21 partits i marcant 8 gols en la temporada en la qual València va guanyar la lliga espanyola i la Copa de la UEFA. El juliol de 2004 va passar al Betis, amb el qual va guanyar la Copa del Rei, va ser el tercer millor golejador de la lliga amb 26 gols i es va classificar per a jugar la Lliga de Campions de la UEFA, competició en la qual va sofrir una lesió en l'encontre Reial Betis - Chelsea FC, que l'equip verd-i-blanc va acabar guanyant per 1-0; després d'aquesta lesió, el Betis va accedir cedir-lo al São Paulo FC per a donar-li la possibilitat de jugar minuts i que pogués ser convocat per la seva selecció per a disputar el Mundial d'Alemanya de 2006.
El 31 d'agost de 2006 el club italià AC Milan va comprar al jugador per cinc temporades quan ja havia obtingut el passaport espanyol, a canvi del migcampista suís Johann Vogel, més una suma de diners a favor del club espanyol. El 14 de juliol de 2007 signa un contracte per a jugar cedit una temporada en el Reial Saragossa de la lliga espanyola, que disposava d'una opció de compra de 10 milions d'euros sobre el brasiler quan finalitzés la temporada 2007-2008. No obstant això, la temporada no va anar com s'esperava, i va descendir amb el club aragonès a Segona Divisió, tot i haver marcat 17 gols.
Amb l'equip aragonès en segona divisió va passar a ser objectiu de diversos equips europeus. El 31 de gener de 2009 i després d'una dura setmana de negociacions torna a la disciplina del Real Betis Balompié, pagant aproximadament uns 9 milions d'euros pel 50% dels seus drets econòmics. No va ser fins a l'última jornada quan va descendir amb els sevillans, acumulant dos descensos consecutius en dos anys.
El 17 de juliol de 2009 abandona la concentració a Montecastillo i és traspassat a l'Al-Jazira Sporting Club dels Emirats Àrabs Units per 14 milions d'euros que es reparteixen a parts iguals Betis i Saragossa.

## Internacional
El 8 de juliol de 2004 va debutar amb la selecció brasilera en un partit contra Xile. Va formar part de la selecció brasilera vencedora de la Copa Amèrica de Perú 2004. Des de llavors ha disputat 11 partits amb la canarinha i ha marcat 3 gols.